# Mdina
Mdina (en maltés, L-Imdina; italiano, Medina) es un consejo local en las afueras de Rabat y Mtarfa y una ciudad amurallada situada en una colina en el centro de Malta. Anteriormente se le llamó Città Vecchia (Ciudad Vieja) y fue la capital del país hasta que fue sustituida por La Valeta en 1570. Tiene 2500 m² y cuenta con una población de 306 habitantes (2011). 
Es comúnmente conocida por sus ciudadanos y visitantes como La ciudad del Silencio. En sus calles hay bellos palacios y edificios religiosos que datan del siglo XV, algunos ocupados actualmente por familias aristócratas. Contigua a Mdina se encuentra Rabat, cuyo nombre viene de la palabra árabe usada para decir "suburbio", y que cuenta con una población de alrededor de 11 000 personas.

## Historia
En sus orígenes, Mdina fue habitada y fortificada en primera instancia por los fenicios, alrededor del 700 a. C. Maleth, como sus primeros pobladores la llamaron, pertenecía a una región beneficiada por su estratégica ubicación en uno de los puntos más altos de la isla y por estar alejada del mar. Durante la ocupación romana Malta se convirtió en un Municipium y el gobernador Romano de la época se encargó de construir su palacio en Mdina. La tradición mantiene que el Apóstol San Pablo residió en la ciudad tras su histórico naufragio en las islas. Una parte importante de su arquitectura actual refleja el periodo Fatimí que comenzó en el 999 d. C. y que duró hasta la conquista de Malta por parte de los normandos, en el 1091. Los normandos rodearon la ciudad con gruesos muros y ampliaron el foso. Así, la ciudad también quedó separada del pueblo más cercano, Rabat.
Malta pasó a manos de la Soberana Orden Militar y Hospitalaria de San Juan de Jerusalén en el 1530 d. C. Mdina hospedó así la ceremonia mediante la cual cada Gran Maestro juraba públicamente su intención de proteger las Islas Maltesas y los derechos de sus gentes. Un fuerte terremoto en el 1693 d. C. llevó a la introducción del Barroco dentro de la ciudad. Los Caballeros de la Orden de Malta reconstruyeron la catedral, bajo los diseños del arquitecto maltés Lorenzo Gafa. El Palazzo Falzon, el Palacio Magisterial y trabajos de restauración son otros de los proyectos realizados por la Orden. La porta de la entrada de la ciudad fue creada por el arquitecto francés Charles François de Mondion in 1724.

### Presente
La mayoría de los palacios de Mdina son usados como domicilios privados. La imponente Catedral de San Pablo se alza frente a una gran plaza.

### Lugares de interés
- Catedral de San Pablo
- Palacio de Vilhena
- Palazzo Falson (Norman House)
- Capilla de Santa Ágata
- Capilla de San Nicolás
- Museo de Historia Natural
- Mazmorras de Mdina
- Iglesia y Convento Carmelita
- Mdina Experience
- Monasterio Benedictino
- Bastion Square
- Catacumbas de San Pablo
- Corte Capitanale (ayuntamiento)

## Geografía
- Altitud: 124 metros.
- Latitud: 35º 53' 12" N
- Longitud: 014º 24' 09" E

## Deportes
Fundado en 2006, el Mdina Knights F.C. juega actualmente en la tercera división de la liga maltesa, organizada por la Asociación de Fútbol de Malta.

## Galería de imágenes

Puerta principal.
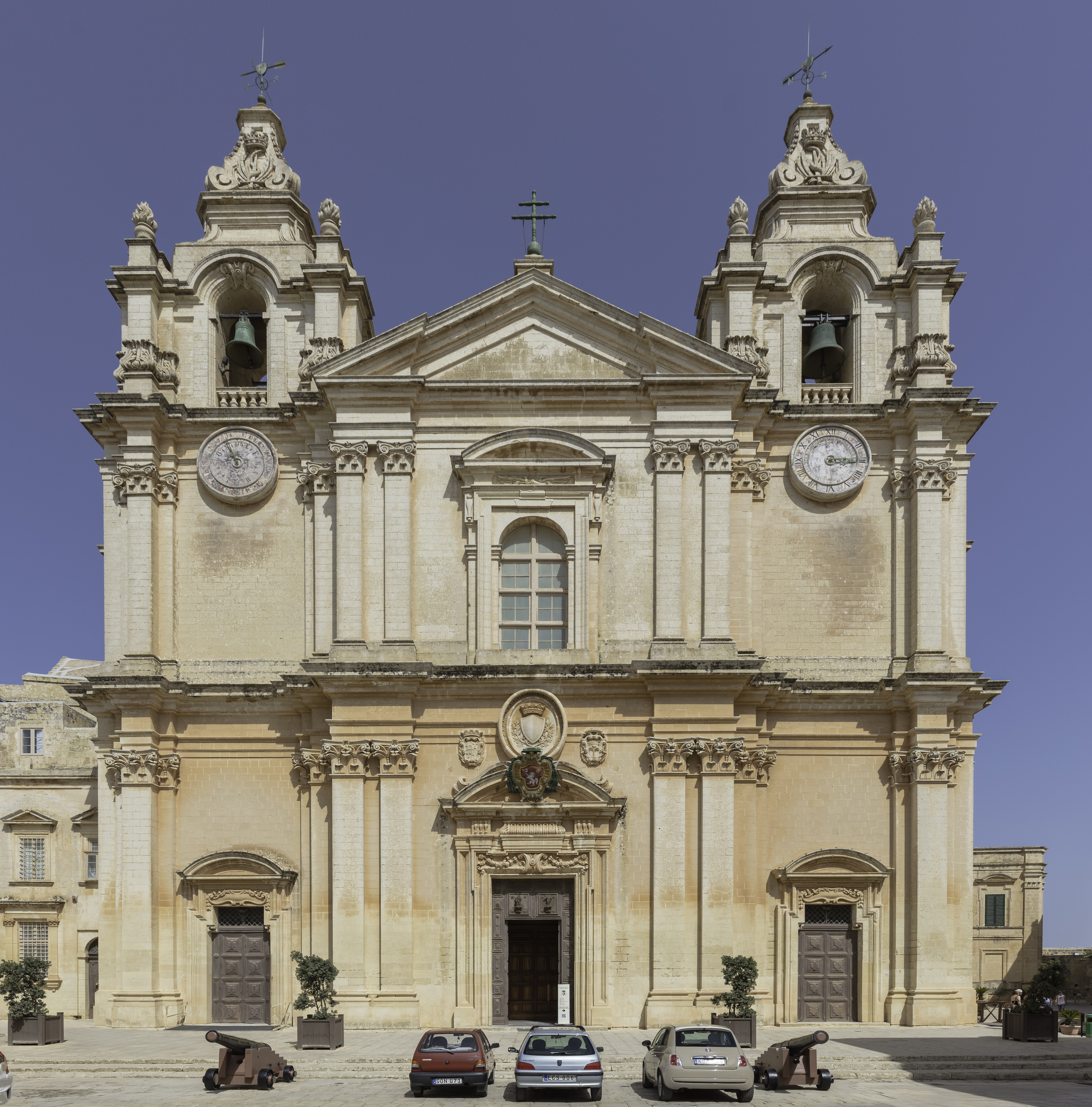
Catedral de San Pablo.
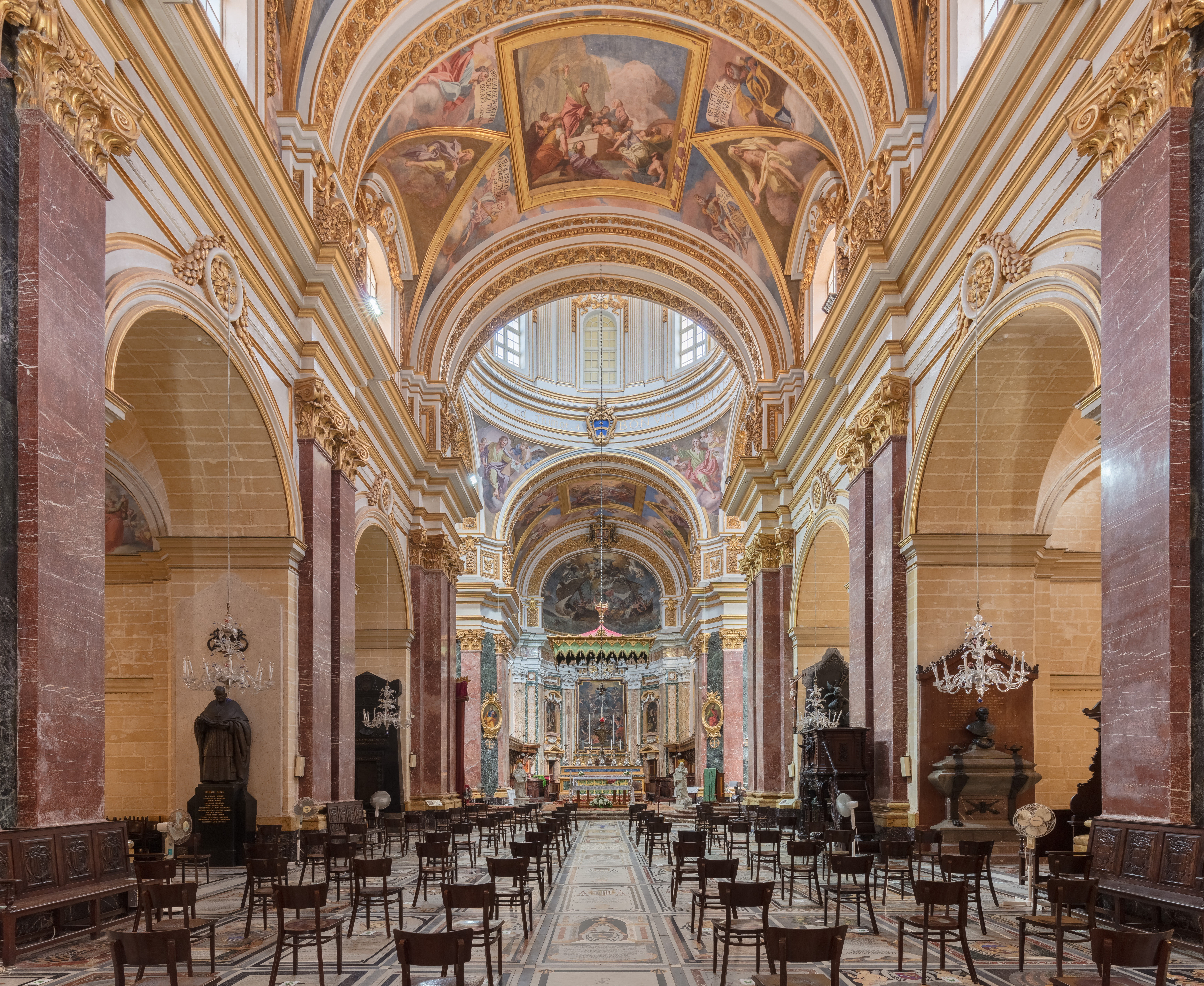
Interior de la catedral.
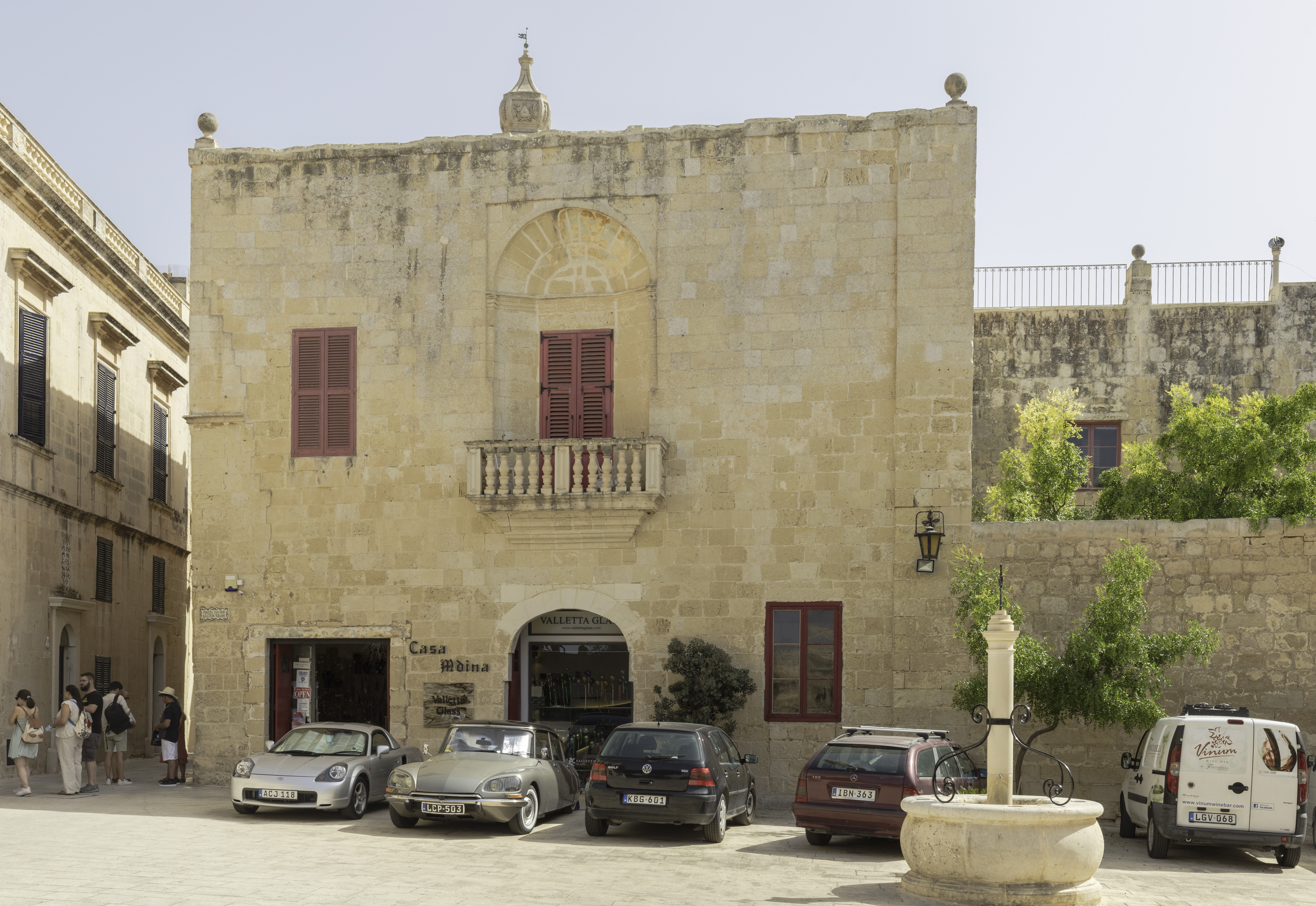
Casa Mdina.
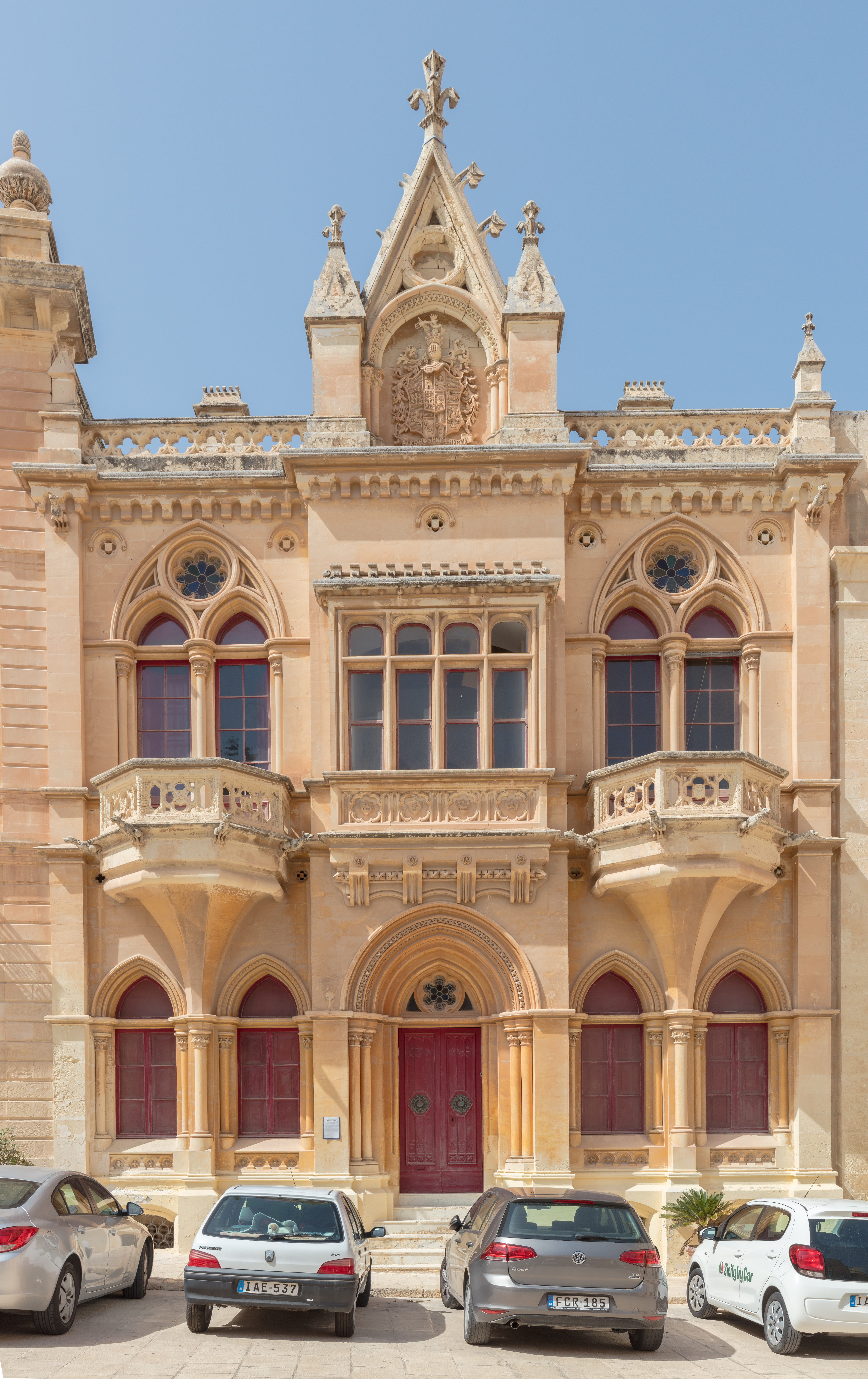
Casa Gourgion.
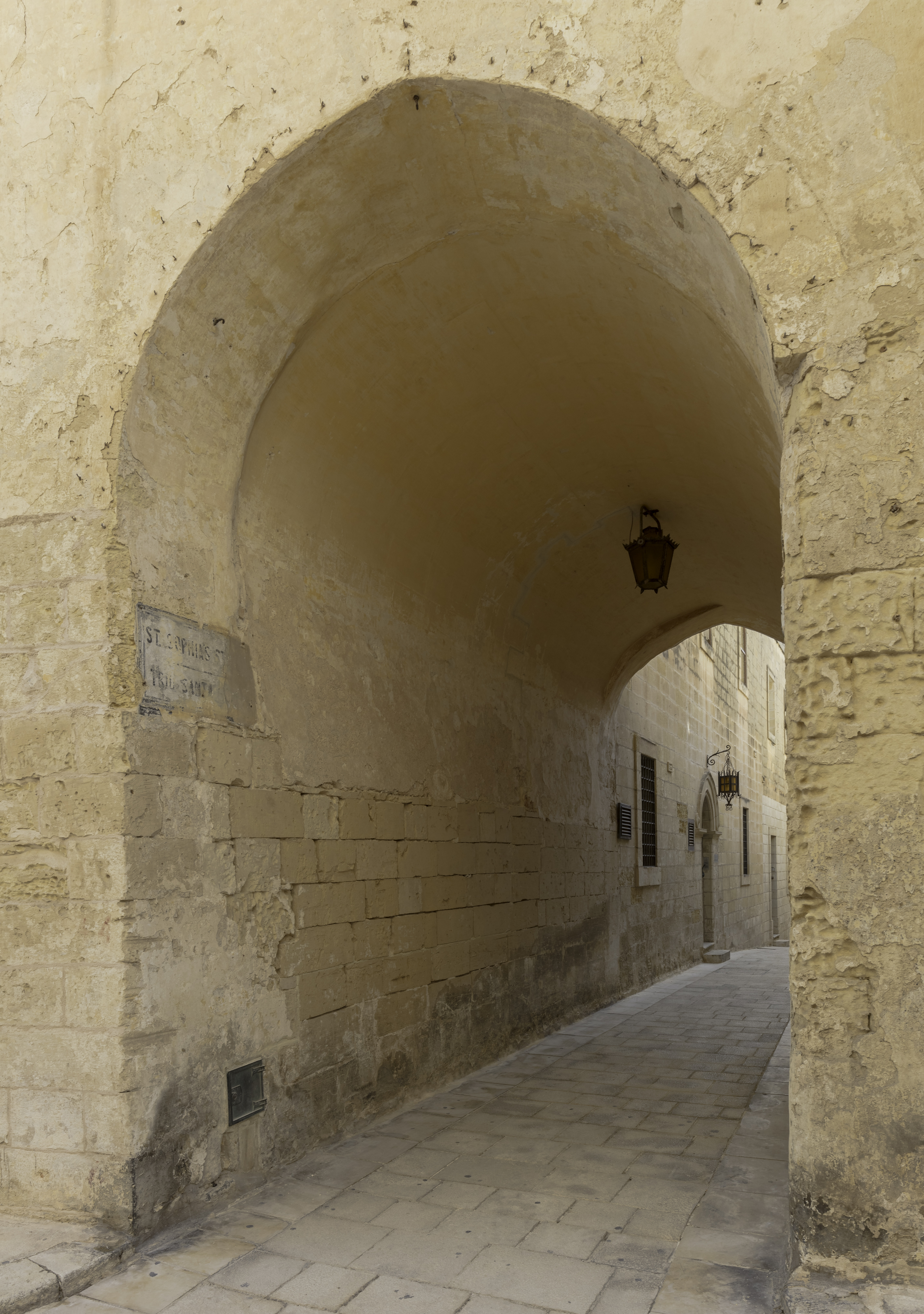
Puerta en el casco antiguo.
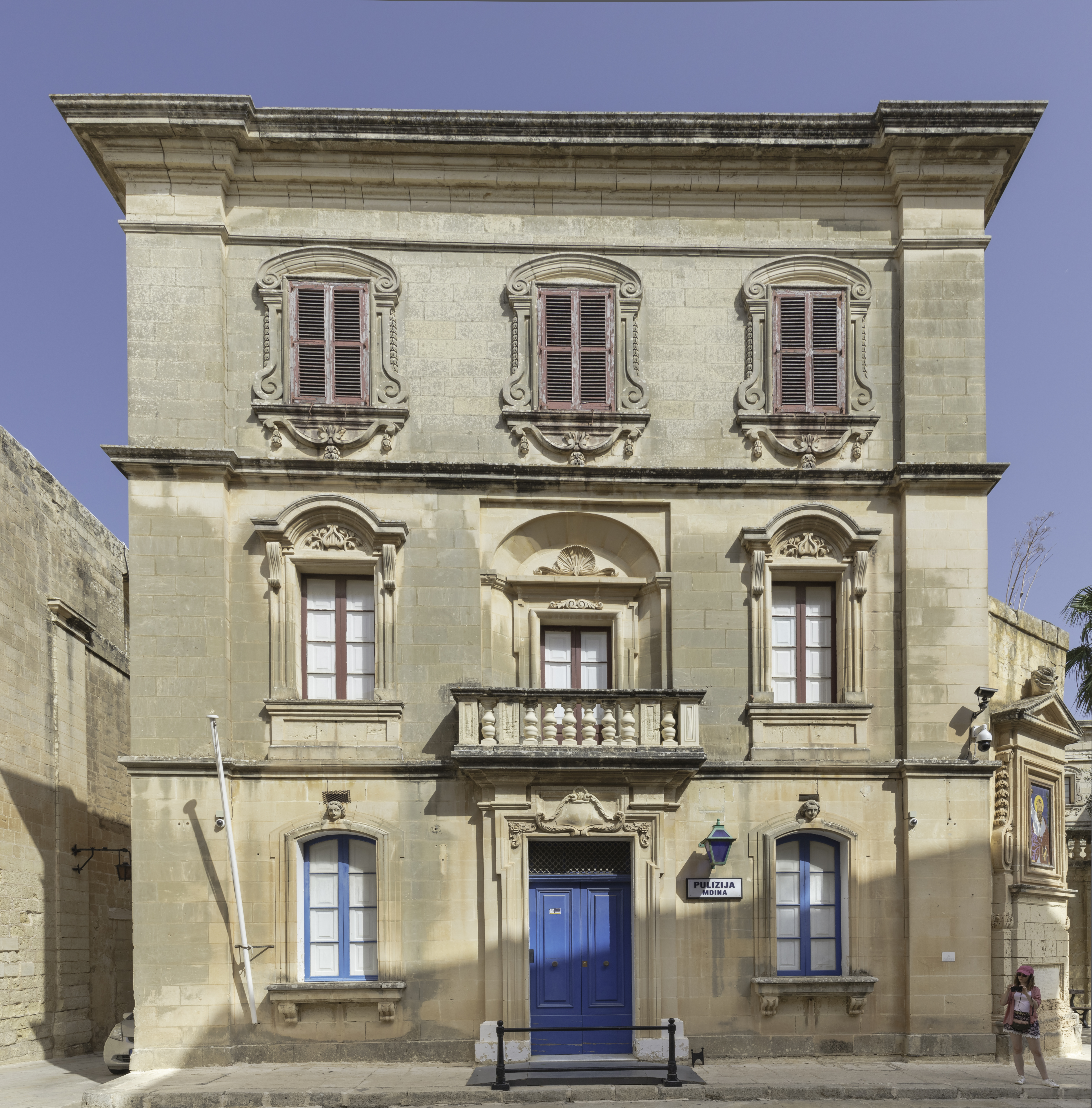
Edificio Maltacom.
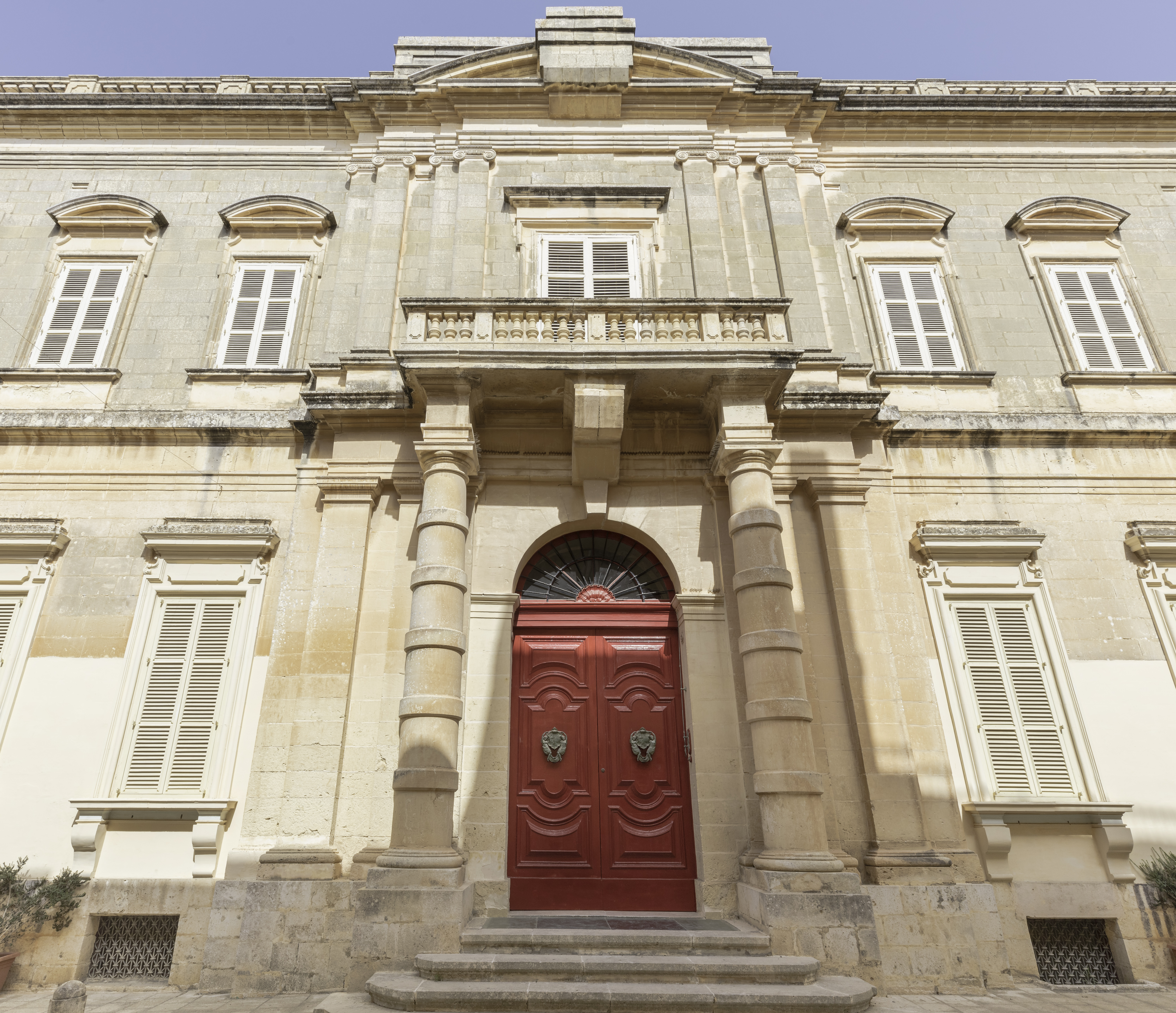
Palacio Testaferrata.